# Con una canción
Con una canción es el 1º álbum de Carlos Peña editado el año 2007.
Este disco contiene "Covers" de éxitos de la música en español y las nuevas canciones "Con una canción" y "Cada palabra" estrenadas en el reality Latin American Idol el 27 de septiembre de 2007.
El sencillo que destacó de esta grabación es el que le da nombre Con una canción.

## Temas
1. Con una canción (José Luis Pagán, Luis Darta Sarmiento, Virginia Faiad)
2. Lamento boliviano (Natalio Faingold, Raúl F. Gómez)
3. Bésame (José Luis Chacón, Ricardo Montaner)
4. Escúchame (Marco Flores)
5. Cada palabra (Pablo Manavello, Winda Pierral)
6. Sería fácil (Rudy Pérez)
7. Qué precio tiene el cielo (Alfredo Matheus)
8. La cosa más bella (Adelio Cogliati, Claudio Guidetti, Eros Ramazzotti)
9. Usted se me llevó la vida (Donato Poveda, Estefano Salgado)
10. Luna de Xelajú (Paco Pérez)

Dirigido y realizado por: Fernando Chávez "Fech".

## Créditos
- Dirección y realización: Fernando Chávez "Fech"
- Dirección A&R: Guillermo Gutiérrez Leyva
- A&R: Gilda Oropeza
- Fotografía: Olga Laris
- Diseño de arte: Miguel Ángel Pérez
- Coordinación de moda: Laura Arnaiz
- Asistente: Fernando Sela

## Premios & reconocimientos
- El disco alcanzó el estatus de triple platino por el nivel de ventas en Centroamérica.[1]
- Carlos Peña fue nominado, en primera fase, en cuatro categorías en los premios "Orgullosamente Latino" otorgados por el canal de televisión mexicano Ritmoson Latino para 2009, siendo estas: "Solista masculino del año", "Disco latino del año", "Video latino del año", "Canción latina del año" en las últimas tres con el tema "Con una canción".[2]